# Sulechów
Sulechów [su'lɛxuf] (deutsch: Züllichau) ist eine Kleinstadt in der Woiwodschaft Lebus in Polen. Sie ist Sitz der Stadt- und Landgemeinde Sulechów mit etwa 26.400 Einwohnern.

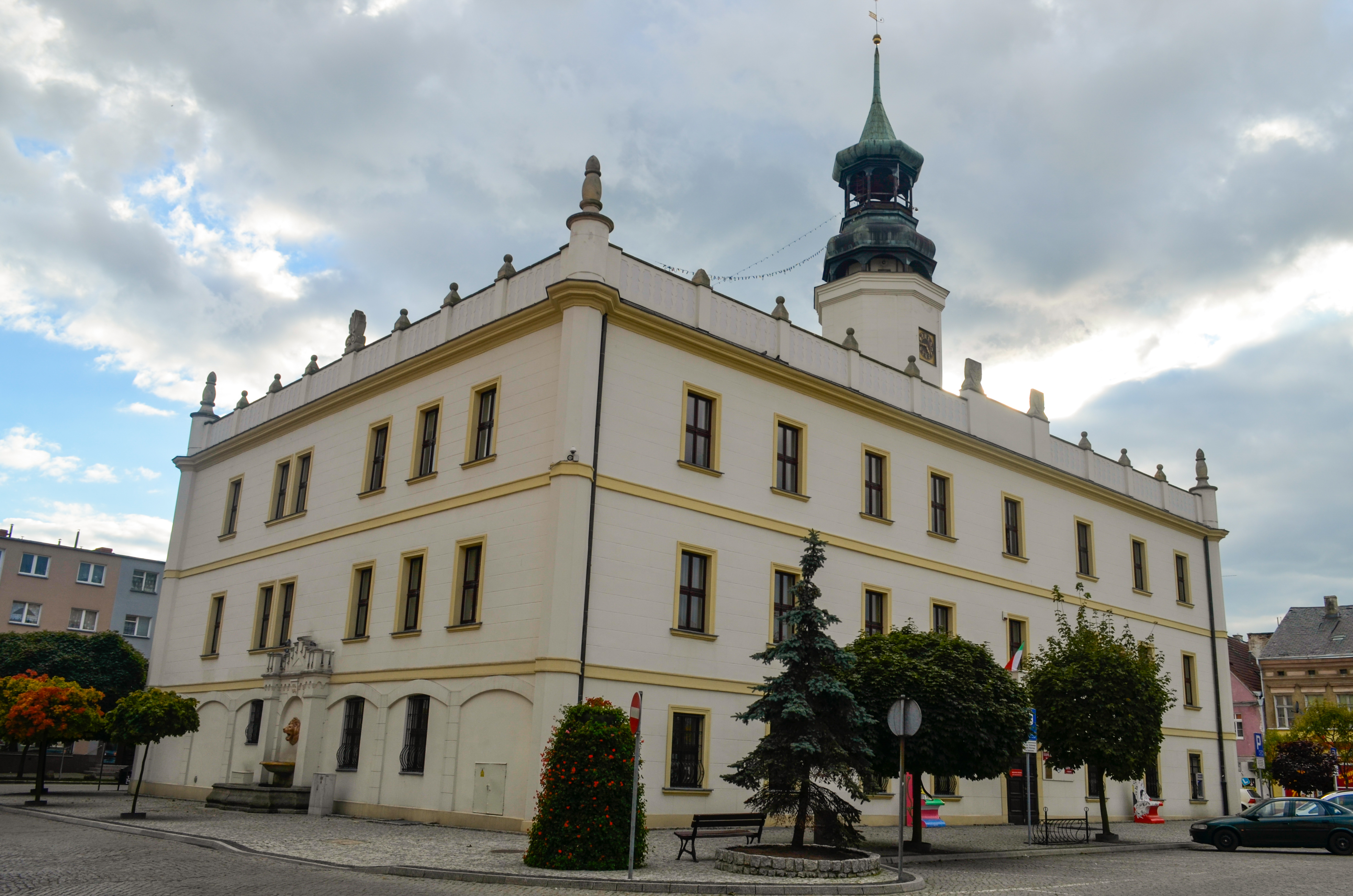
Rathaus

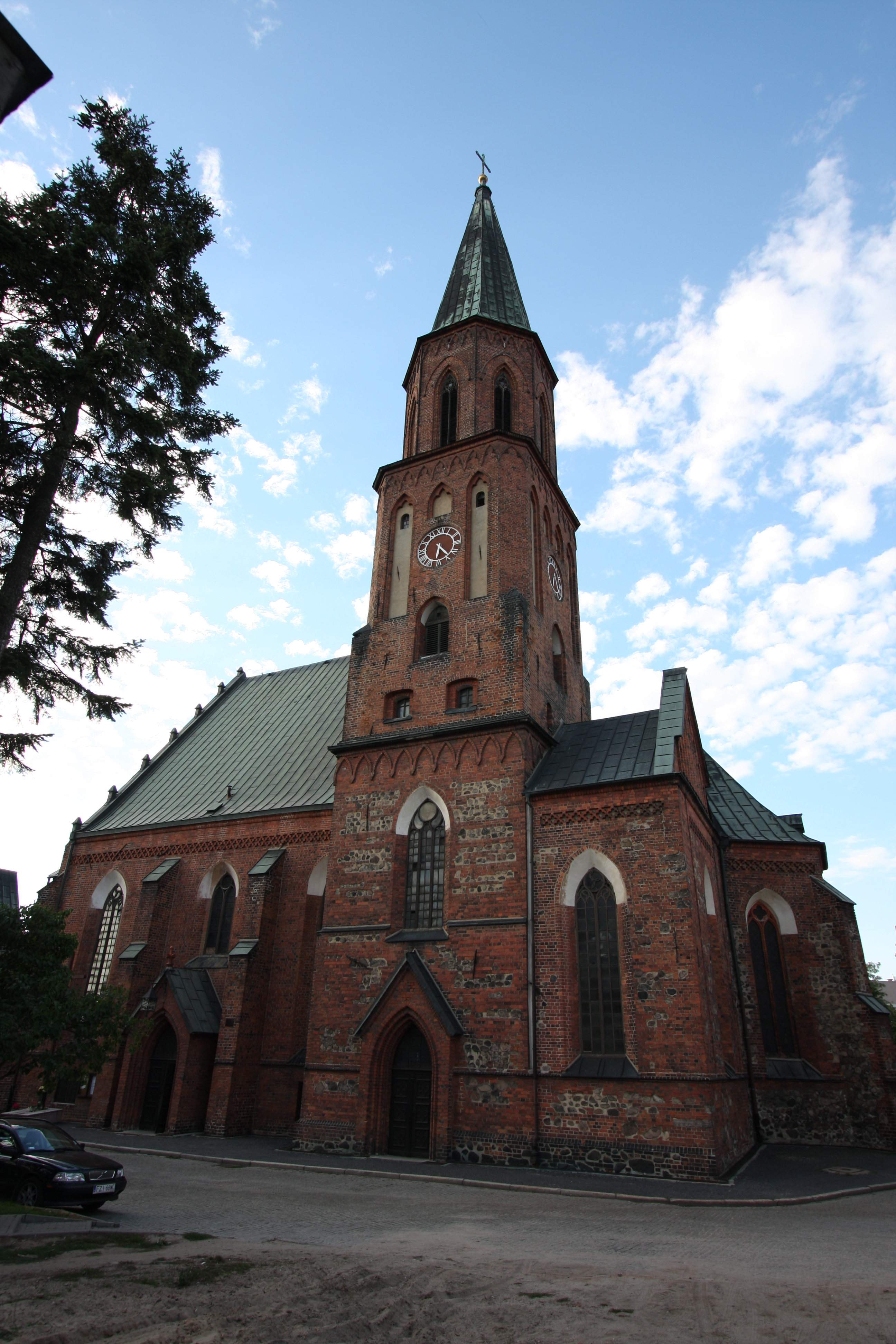
Kirche der Erhöhung des Heiligen Kreuzes

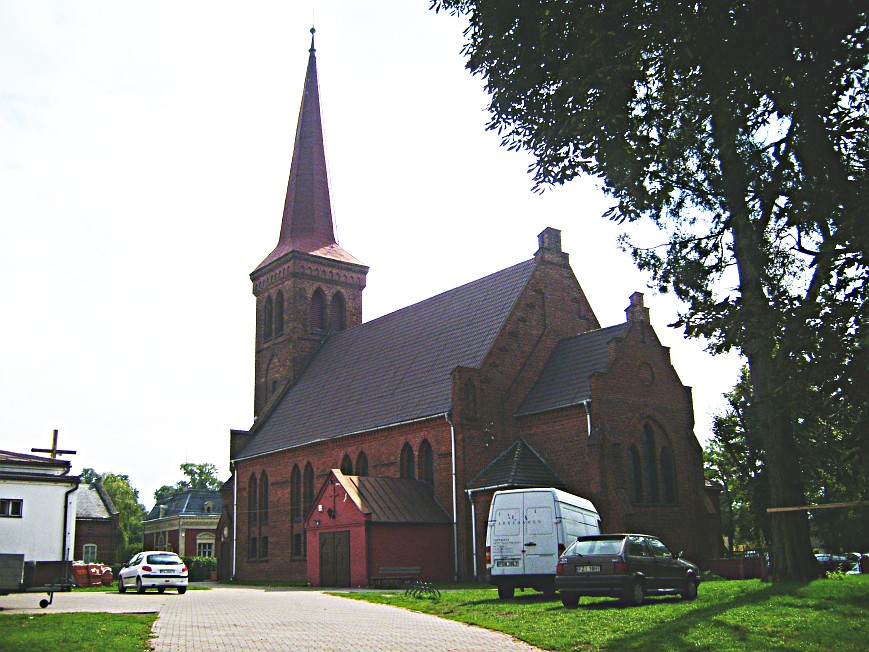
Stanisław-Kostka-Kirche

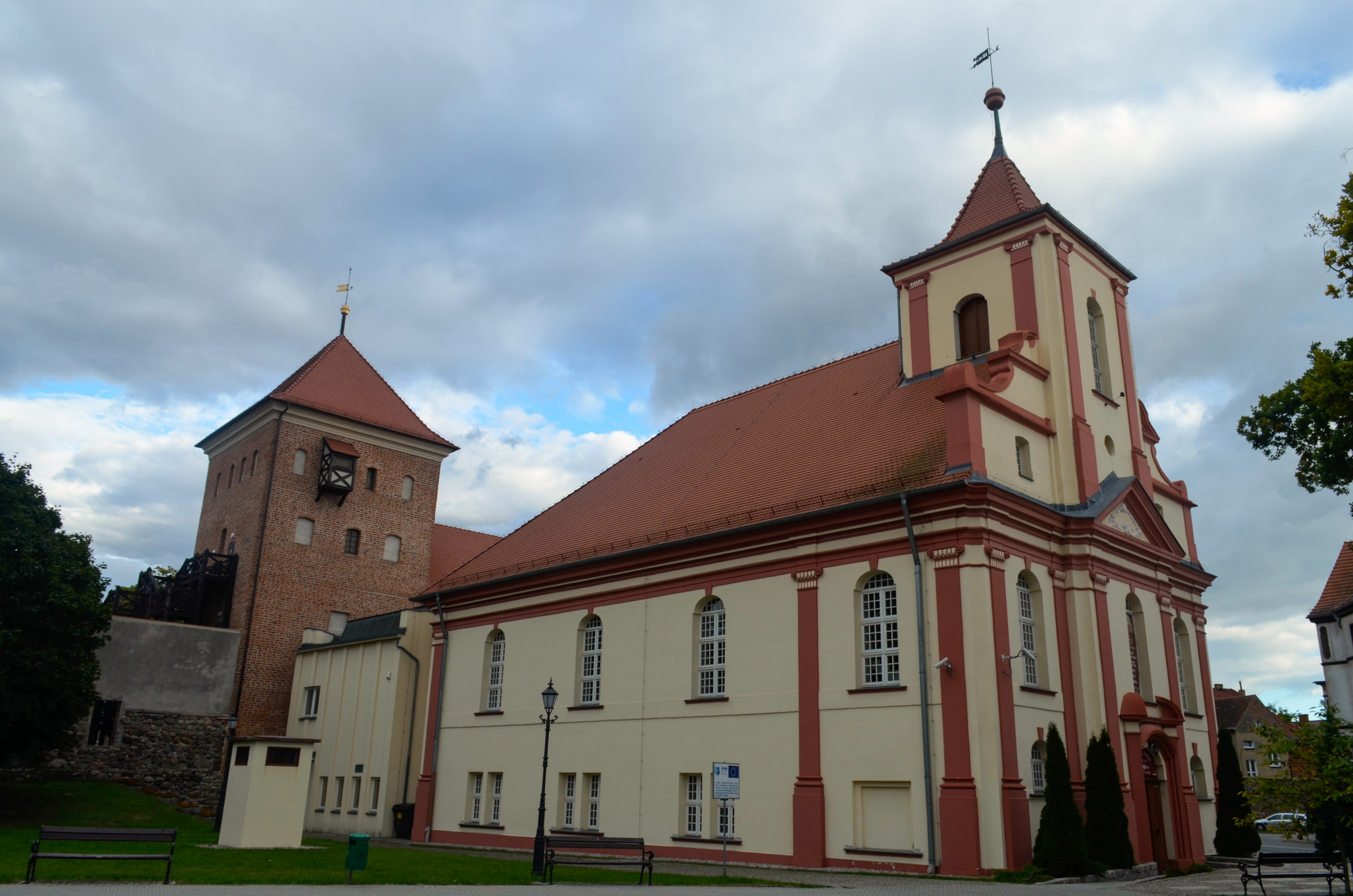
Ehemalige Reformierte Kirche und Turm des Schlosses

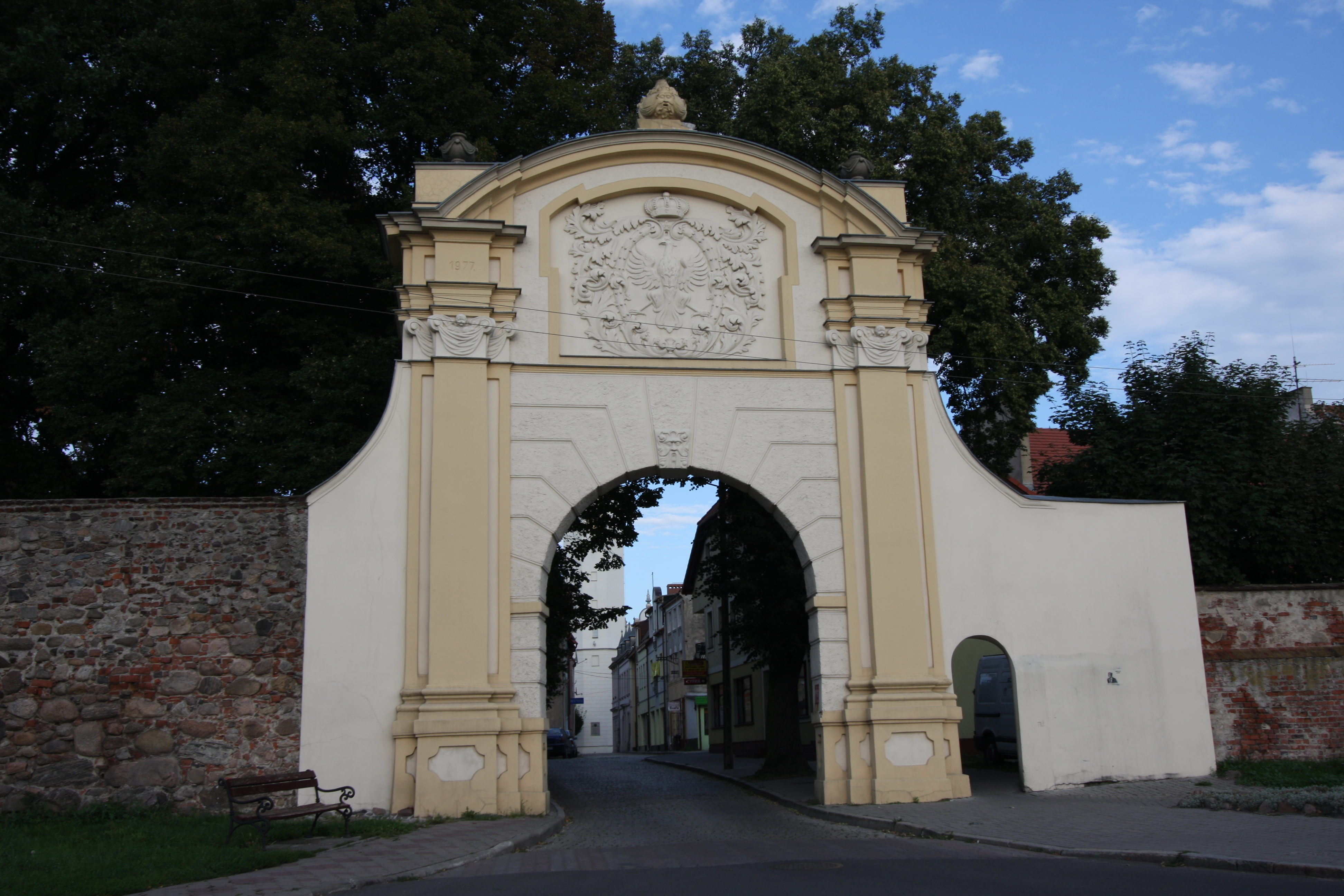
Crossener Tor

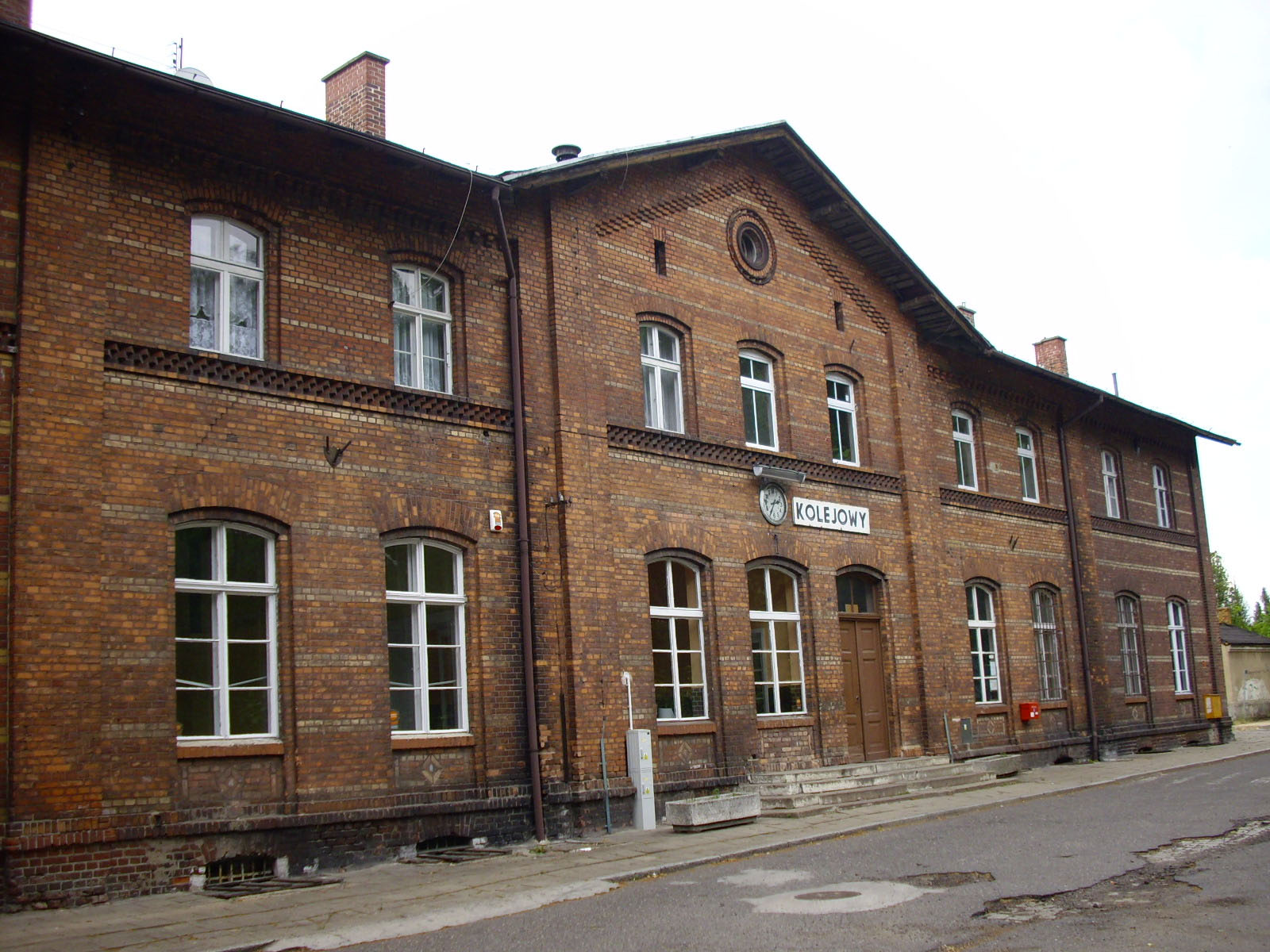
Bahnhof Sulechów

## Geographische Lage
Die Stadt liegt sechs Kilometer nördlich des Oderknies, wo sich der Fluss nach Westen wendet. Hier kreuzen sich die beiden Landesstraßen 3 und 32. Die Woiwodschaftshauptstadt Zielona Góra liegt 15 Kilometer in südlicher Richtung.

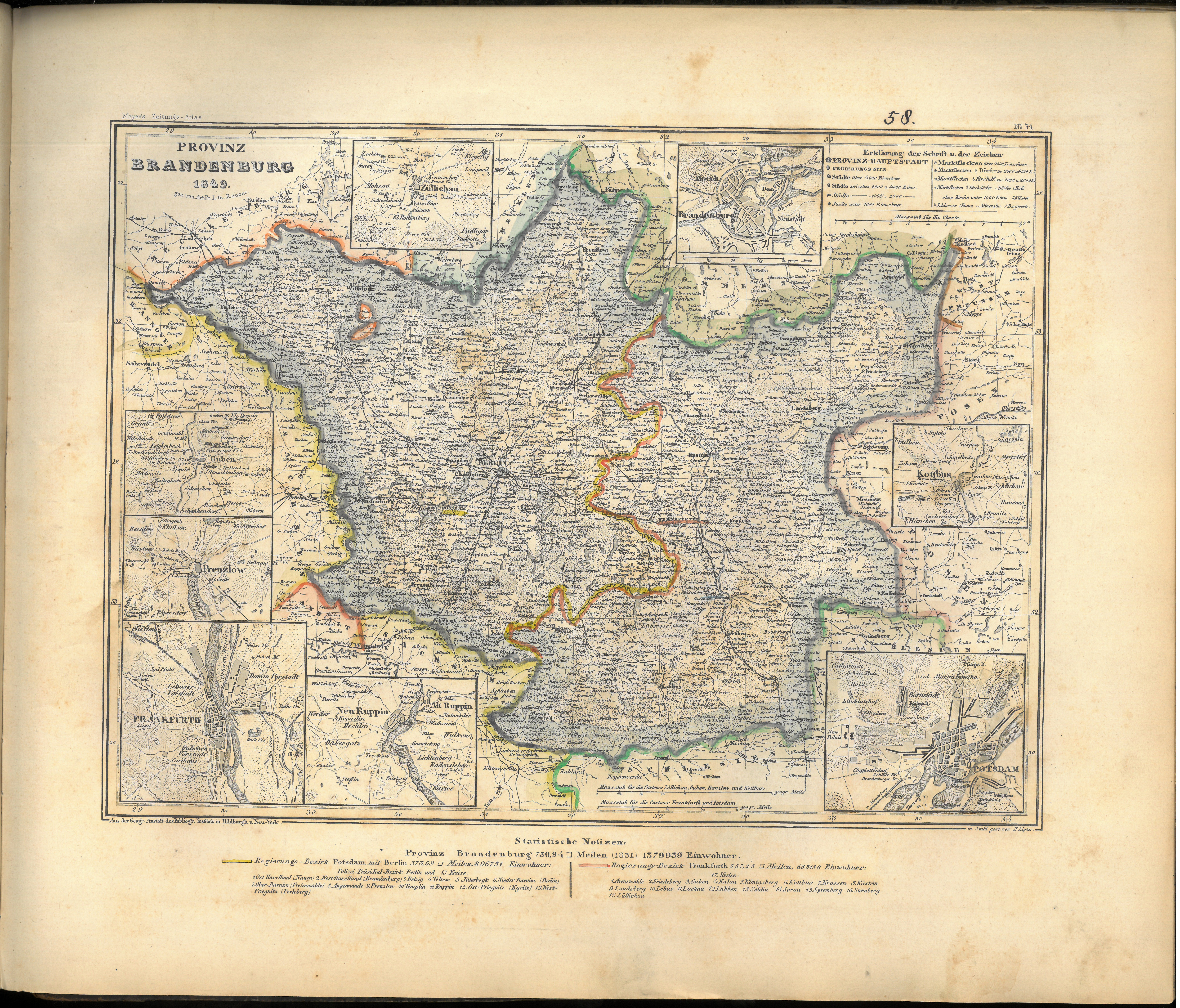
Züllichau im äußersten Osten der Provinz Brandenburg auf einer Karte von 1849
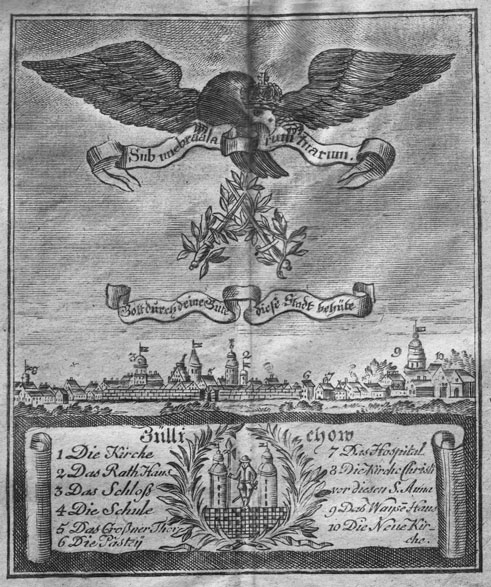
Züllichau im 18. Jahrhundert
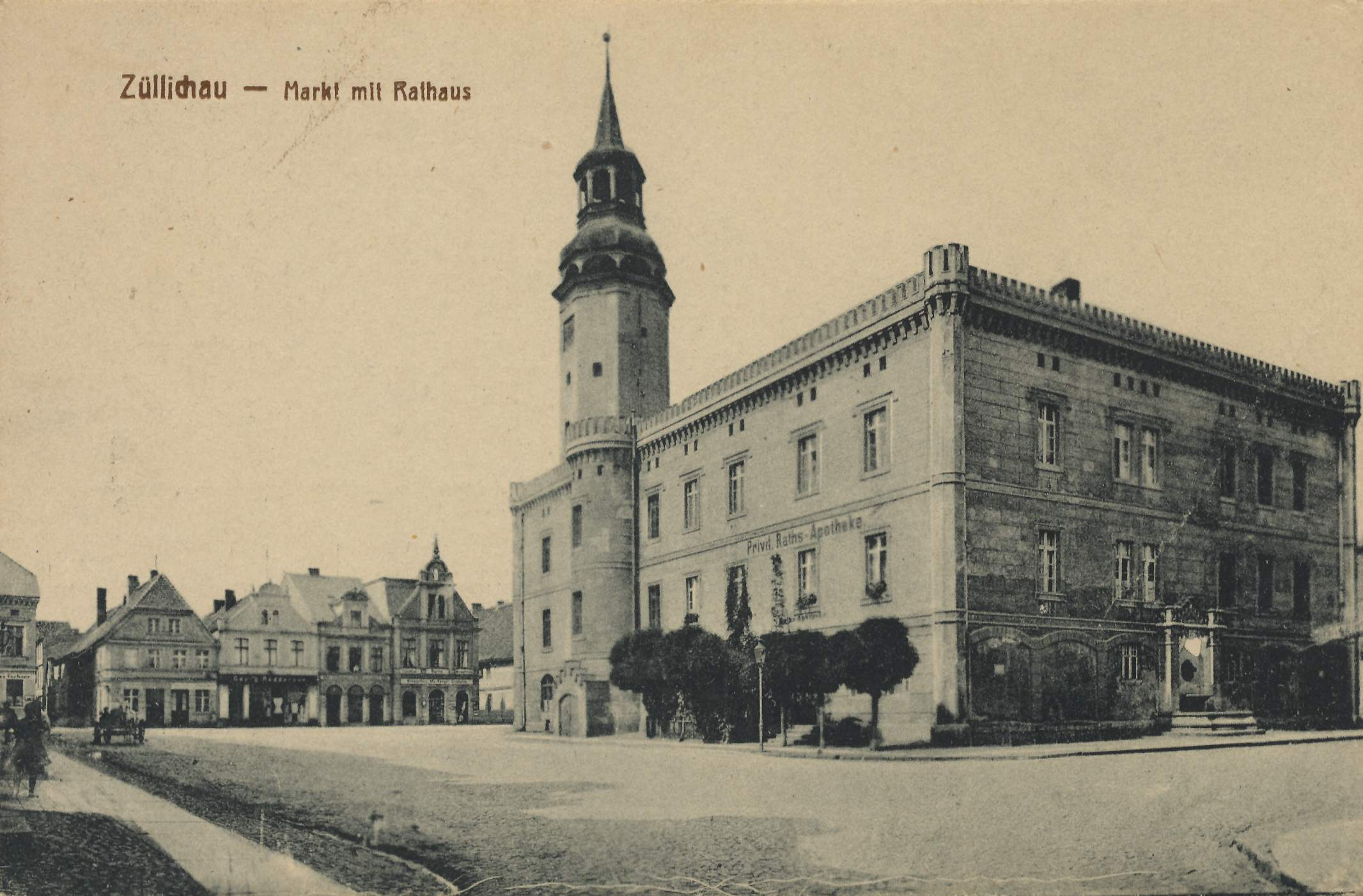
Marktplatz und Rathaus auf einer Postkarte um 1900
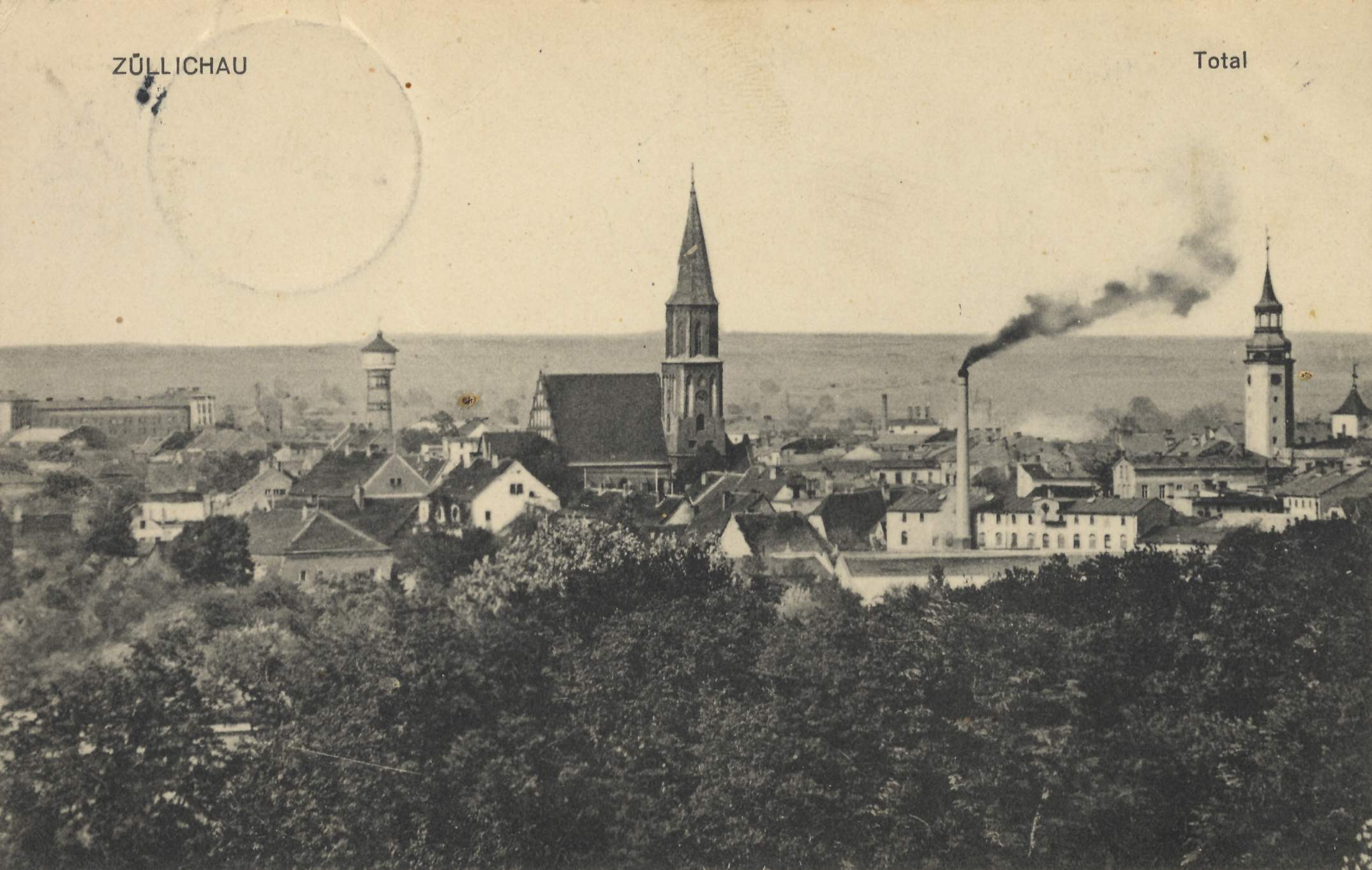
Postkarte von 1911

## Geschichte

### Mittelalter
Das Gebiet der heutigen Stadt wurde seit dem vierten Jahrhundert n. Chr. besiedelt, spätestens ab dem 9. Jahrhundert von westslawischen Stämmen. Im 10. Jahrhundert wurde das Gebiet von Herzog Mieszko I. erobert und dem polnischen Staat eingegliedert. Während des Partikularismus in Polen fiel es jedoch 1138 an das damals polnische Herzogtum Schlesien. Die Stadtgründung erfolgte im Zuge der Besiedelungsbestrebungen der schlesischen Herzöge etwa um 1250. Eine erste urkundliche Erwähnung der Stadt erfolgte hingegen erst 1319. Da sich in der Stadt schon damals wichtige Handelswege kreuzten, entwickelte sie sich schnell zu einem bedeutenden Umschlagplatz. 1482 fiel die Stadt an die deutsche Mark Brandenburg.

### Frühe Neuzeit
1537 wurde der Züllichower Kreis von dem Markgrafen Hans von Küstrin erworben, der ihn in die damals von ihm beherrschte Neumark eingliederte und in deren Städten im selben Jahr die Reformation durchführen ließ. Mit dem Zuzug von Einwanderern aus Franken und Flandern entstand mit dem Weberhandwerk ein neuer und einträglicher Wirtschaftszweig. Bis zum Ende des 16. Jahrhunderts verdoppelte sich die Einwohnerzahl auf etwa 4000 Menschen. Im Dreißigjährigen Krieg wurde die Stadt 1631 zunächst von der schwedischen, dann von Kaiserlichen Armee eingenommen und 1632 von durchziehenden Soldaten wiederum heimgesucht. Weitere Rückschläge hatte Züllichau durch zwei große Stadtbrände in den Jahren 1557 und 1687 zu verkraften.
Zu Beginn des 18. Jahrhunderts, Züllichau war jetzt Bestandteil des Königreiches Preußen, wurde die Stadt angesichts der bevorstehenden Schlesischen Kriege zu einer Garnisonsstadt entwickelt. Von großer kultureller Bedeutung waren die 1762 von Gotthelf Samuel Steinbart gegründeten Steinbart'schen Erziehungs- und Unterrichts-Anstalten, die ein Waisenhaus und ein Königliches Pädagogium umfassten.
Das 19. Jahrhundert stand im Zeichen einer weiteren positiven Stadtentwicklung. Durch die Preußischen Reformen wurde Züllichau Kreisstadt des ausgedehnten Landkreises Züllichau-Schwiebus. Ab 1849 war das königliche Kreisgericht Züllichau das zuständige Gericht. Von 1879 bis 1952 diente das Amtsgericht Züllichau als Eingangsgericht. Das traditionelle Tuchmachergewerbe hatte sich zu einer leistungsstarken Textilindustrie entwickelt. Der Ausbau der Landstraßen, der 1870 erfolgte Anschluss an die Bahnstrecke Guben–Posen und die Eröffnung des Oderhafens Odereck (Cigacice) 1898 förderten die Ansiedlung neuer Industriebetriebe, etwa der Metallverarbeitung. Die Einwohnerzahl stieg auf über 8000 Menschen.

### Neuzeit
Der Anfang des 20. Jahrhunderts stand im Zeichen reger Bautätigkeit, in der ein neues Landratsgebäude, das Schützenhaus und zahlreiche Villen errichtet wurden. Der Verlust des größten Teils der Provinz Posen nach dem Ersten Weltkrieg an die Zweite Polnische Republik wirkte sich für Züllichaus Wirtschaft negativ aus, denn es lag jetzt in einer Grenzregion. Durch den Zuzug vieler Deutscher aus Teilen der Ostprovinzen, die das Deutsche Reich nach dem Ersten Weltkrieg aufgrund des Versailler Vertrags abgetreten hatte, erhöhte sich die Einwohnerzahl noch einmal.
Ab 1933 wurde Züllichau Garnisonsstandort der deutschen Wehrmacht. In der Reichspogromnacht am 9. November 1938 wurde die gegen Ende des 19. Jahrhunderts erbaute Synagoge an der damaligen Tuchmacherstraße zerstört.
Gegen Ende des Zweiten Weltkrieges kam es bei der Eroberung der Stadt durch die Rote Armee zu erheblichen Zerstörungen. Nach Kriegsende wurde Züllichau unter Verwaltung der Volksrepublik Polen gestellt. Die deutsche Bevölkerung wurde vertrieben und durch polnische Einwohner ersetzt, die wiederum selbst aus den polnischen Ostgebieten vertrieben worden waren. 1945 erhielt Züllichau den polnischen Namen Sulechów.

### Einwohnerzahlen
- 1719: 4094[5]
- 1801: 5386[5]
- 1858: 5580[5]
- 1875: 7378[6]
- 1880: 7535[6]
- 1890: 7000, davon 696 Katholiken und 96 Juden[6]
- 1933: 9601[6]
- 1939: 9844[6]

## Sehenswürdigkeiten
- In der Aleja Wielkopolska befindet sich das Anfang des 14. Jahrhunderts errichtete und später mehrfach umgebaute Züllichauer Schloss, ein spätklassizistischer Bau mit Backsteinturm und einer 1701 für König Friedrich I. erbauten Kapelle.
- Das Rathaus von Sulechów wurde Anfang des 14. Jahrhunderts errichtet und später mehrfach umgebaut. Es erhielt sein heutiges Aussehen in der zweiten Hälfte des 19. Jahrhunderts.
- Die spätgotische Kirche der Erhöhung des Heiligen Kreuzes umfasst Bauelemente verschiedener Stilepochen und einem Flügelaltar von 1767
- Die Stanisław-Kostka-Kirche, ein neugotischer Backsteinbau, wurde 1905 als evangelische Kirche errichtet und ist seit 1945 katholisch
- Die ehemalige Reformierte Kirche wurde von 1752 bis 1765 im spätbarocken Stil erbaut und dient derzeit als Konzertsaal
- Von der mittelalterlichen Stadtbefestigung sind Teile der Stadtmauer und das barocke Crossener Tor erhalten geblieben.

## Verkehr
Der Bahnhof Sulechów liegt an der Bahnstrecke Guben–Zbąszynek.

## Gemeinde
Zur Stadt- und Landgemeinde Sulechów neben der Stadt selbst 25 weitere Ortschaften.

### Partnergemeinden
- Neuruppin, Deutschland
- Fürstenwalde/Spree, Deutschland
- Rushmoor Borough Council, Großbritannien

## Persönlichkeiten

### Geboren in Züllichau / Sulechów
- Johann Gottfried Rösner (1658–1724), Bürgermeister von Thorn, Opfer des Thorner Blutgerichts
- Caspar Neumann (1683–1737), Apotheker und Chemiker
- Gotthelf Samuel Steinbart (1738–1809), Theologe und Philosoph
- Johann Gottfried Ebel (1764–1830), Schriftsteller
- Carl Friedrich Ernst Frommann (1765–1837), Verleger und Buchhändler, Pflegevater von Wilhelmine Herzlieb
- Samuel Ludwig Löffler (1769–1836), deutscher Beamter
- Johann Gotthilf Seliger (1769–1835), Theologe, Philosoph, Archidiakon
- Carl Albert Ferdinand Mellin (1780–1855), Stadtbaumeister und Oberbürgermeister von Halle (Saale)
- Wilhelmine Herzlieb (1789–1865), Vorbild für die „Ottilie“ in Goethes „Wahlverwandtschaften“
- Eduard Lieber (1791–1867), Mitglied der Frankfurter Nationalversammlung
- Paul Anton Fedor Konstantin Possart (1808–1860), Privatgelehrter und Bibliothekar
- Hermann Marggraff (1809–1864), Schriftsteller
- Franz Rudolf Wachsmuth (1810–1903), Jurist und Politiker
- Benno von Massow (1827–1904), preußischer Generalleutnant
- Paul Kaiser (1852–1917), lutherischer Pfarrer, Schriftsteller und Lieddichter
- Friedrich Koeltze (1852–1939), Jurist und Kommunalpolitiker
- Friedrich Karl Gramsch (1860–1923), Verwaltungsjurist
- Rüdiger Graf von der Goltz (1865–1946) Generalleutnant, Freikorpsführer im Baltikum und Gegner der Weimarer Republik
- Karl Schmidt (1898–1969), Regierungspräsident
- Gotthilf Bronisch (1900–1982), Rechtsanwalt in New York City
- Wolfgang Stumme (1910–1994), deutscher NS-Musikfunktionär
- Günter Pfeiffer (1915–1982), Landrat des Landkreises Calw 1963–1980[7]
- Gerhard Speidel (1923–1992), Forstwissenschaftler
- Hans-Georg Arlt (1927–2011), Violinist
- Fritz Riege (1927–2025), Politiker
- Horst-Dieter Hille (1933–2002), Leichtathletiktrainer
- Lothar Höricke (* 1937), Schriftsteller und Dramaturg
- Fred Wiznerowicz (* 1938), Ingenieur und Hochschullehrer
- Sieghard-Carsten Kampf (* 1942), Politiker, Ärztlicher Direktor des Katholischen Marienkrankenhauses Hamburg
- Peter Robert Keil (* 1942), Maler und Bildhauer
- Klaus-Dieter Ludwig (1943–2016), Ruderer und Olympiasieger im Achter
- Olga Tokarczuk (* 29. Januar 1962), Schriftstellerin, Literatur-Nobelpreis 2018
- Łukasz Żygadło (* 1979), Volleyballspieler
- Mela Koteluk (* 1985), Sängerin – Indie-Pop
- Tymoteusz Puchacz (* 1999), Fußballspieler

### Weitere mit der Stadt verbundene Persönlichkeiten
- Jeremias Josephi (1671–1729), Lehrer, Hofprediger und Lieddichter, Konrektor in Züllichau
- Karl Friedrich Wilhelm Herrosee (1754–1821), ab 1788 Pfarrer und Superintendent in Züllichau, Dichter und Librettist
- Karl Friedrich Schulz (1784–1850), Musikpädagoge, Kirchenliedkomponist
- Carl Peter Wilhelm Gramberg (1797–1830), Theologe und Pädagoge
- Wilhelm Gabriel Wegener (1767–1837), evangelischer Pfarrer und Humboldtbiograph
- Theodor Kullak (1818–1882), Komponist, ausgebildet in Züllichau

Am 28. September 1828 gab Frédéric Chopin auf der Durchreise ein spontanes Konzert. Der Pädagoge und Autor Georg Stoeckert (1843–1894) war Lehrer am Pädagogium von Züllichau und wohl auch Vorsitzender des Stadtrates. Er verstarb 1894 in Züllichau.